# 132329 Tomandert
132329 Tomandert è un asteroide della fascia principale. Scoperto nel 2002, presenta un'orbita caratterizzata da un semiasse maggiore pari a 2,774475 UA e da un'eccentricità di 0,173937, inclinata di 0,847824° rispetto all'eclittica. Ha un diametro di 4,073 km.